# Altenberger Rücken
Der Altenberger Rücken, auch Altenberger Höhen oder  Altenberger Höhenrücken genannt, ist ein flachwelliger, bis 119 m ü. NHN hoher Höhenzug im Nordosten des Münsterlandes. Er zieht sich über etwa 28 km von Münster-Nienberge nach Nordosten im Kreis Steinfurt über die namensgebende Gemeinde Altenberge bis über Burgsteinfurt hinaus. Dabei wird er von der Bundesstraße 54 und der Bahnstrecke Münster–Enschede begleitet.
Der Altenberger Rücken verläuft im Nordwestteil nordöstlich parallel zum Schöppinger Rücken, im Südostteil zu den Baumbergen, von denen ihn die Steinfurter Aa, im Südosten die Münstersche Aa trennt. Selbst sein Höhenprofil ähnelt dem der beiden deutlich höheren Parallelhöhenzüge, insbesondere auch in der Eigenschaft, dass die Nordostflanke zumeist deutlich steiler als der Südwesthang ausfällt.
Naturräumlich gehören alle drei genannten Höhenzüge zum Burgsteinfurter Land der Haupteinheit Kernmünsterland.

## Verlauf
Der sehr schmale Altenberger Rücken teilt sich auf in den „eigentlichen“ Altenberger Rücken in der Südosthälfte, der am Paschhügel in Altenberge 119 m Höhe erreicht, daran nordwestlich anschließend einen flachwelligen Bereich bis Borghorst und schließlich den Buchenberg, der zwischen Borghorst und Burgsteinfurt 111 m hoch ist.
Von Nordwest nach Südost folgen aufeinander (Erhebungen und Höhenzüge eingerückt) – mit Höhe in Meter (m) über Normalhöhennull (NHN):
- B 70 als ungefähre Nordwestbegrenzung
  - Anhöhe bei Sellen nordwestlich Burgsteinfurts (85,2 m)
- Burgsteinfurt und Steinfurter Aa (um 50 m)
  - Buchenberg (111 m)
- Borghorst
- Nordwalde am Nordosthang
  - Paschhügel (119 m) in Altenberge
  - Rösteberg (94,3 m) in der Bauerschaft Hohenhorst
  - NSG Vorbergs Hügel mit Vorbergshügel (99,4 m) und Mühlenberg (97,9 m)
- Münster-Nienberge am Südwesthang
- A 1 als ungefähre Südostbegrenzung

## Naturräumliche Zuordnung
Der Altenberger Rücken wird naturräumlich wie folgt zugeordnet:
- (zu 54 Westfälische Bucht)
  - (zu 541 Kernmünsterland)
    - (zu 541.0 Burgsteinfurter Land)
      - 541.05 Altenberger Rücken

## Geologie
Der Altenberger Rücken wurde besonders durch zwei geologische Zeitalter geprägt: Die Kreide und das Quartär.
In der Kreidezeit lag das gesamte Münsterland am Grund eines Meeres, allerdings handelte es sich hierbei um ein Küstengewässer, das im Süden durch das heutige Sauerland begrenzt wurde. Durch Muschel- und auch Ammonitenablagerungen, deren Gehäuse aus Kalk bestanden, wurde eine Grundlage für den Rücken geschaffen. Erst im Miozän (vor rund 14 Millionen Jahren) zog sich das Meer zurück.
Diese Kreideablagerungen finden sich zwar in der Hügelkette kaum noch, bilden jedoch das Fundament und den Anfang der Hügelkette.
Von großer Bedeutung für die Entstehung der Hügelkette sind die Eiszeiten des Quartärs, insbesondere die Eiszeit vor 18.000 Jahren. Der Rücken wurde zu einer Endmoräne der Gletschermassen.
Durch Erosion entstanden so der heutige Altenberger Rücken und auch die südwestlich parallelen Höhenzüge des Burgsteinfurter Landes.

## Flüsse
Von Burgsteinfurt bis Altenberge verläuft über den Kamm des Altenberger Rückens ein Abschnitt der IJsselmeer-Ems-Wasserscheide, die von Altenberge aus nach Südwesten in Richtung Baumberge abwandert. Dementsprechend entwässern etwa zwei Drittel des Rückens zur Ems, der Norden und der nördlichere Teil des Südwesthanges über die Steinfurter Aa zur Vechte.

## Schutzgebiete
Auf dem Altenberger Rücken bzw. rund um ihn herum liegen drei Landschafts- und 2 Naturschutzgebiete (von Nordwesten nach Südosten sortiert, in Klammern Fläche und Jahr der Erstausweisung):
- Stadt Steinfurt
  - LSG-Bagno, Buchenberg (L22) (679,91 ha; 1969)
    - NSG Am Bagno – Buchenberg (489,48 ha; 1994) – siehe Buchenberg
- Gemeinde Nordwalde
  - kein Schutzgebiet ausgewiesen
- Gemeinde Altenberge
  - LSG-Altenberger Hoehenrücken (751,55; 1969), zweiteilig, durch den Kernort separiert
- Stadt Münster
  - LSG-Altenberger Rücken (1009,84 ha; 1998)
    - NSG Vorbergs Hügel (311,62 ha; 1994)